# Phenacephorus auriculatus
A Phenacephorus auriculatus a rovarok (Insecta) osztályába, botsáskák (Phasmatodea) rendjébe és a valódi botsáskák (Phasmatidae) családjába tartozó faj.
Egyesek terráriumi díszállatként tartják.
A faj nősténye nagyon hasonlít a Phenacephorus spinulosusra, de nagyobb annál. A hím a Carausius abbreviatusra hasonlít, de kisebb és a potroh végén található duzzanat nem kör alakú, inkább négyszögletes.

## Elterjedése
Eredeti előfordulása Brunei területére korlátozódik.

## Megjelenése
A nőstények 75-85 mm-esre nőnek, barnák, hosszú karéjokkal a lábaikon. Fején feltűnő lebenyek találhatók. A hímek jóval karcsúbbak, 65 mm hosszúságúak, színezetük barnászöld. Mindkét ivar szárnyatlan.

## Életmódja
Fogságban táplálható szeder, tűztövis, rózsa, málna és eukaliptusz levelével.

### Szaporodás, egyedfejlődés
A peték nagyjából 5 hónap alatt kelnek ki. A nőstények az első vedlés után felismerhetők lebenyeikről, a hímek dísztelenek.